# 산티아고 아바스칼
산티아고 아바스칼 콘데(스페인어: Santiago Abascal Conde, 1976년 4월 14일 ~ )는 스페인의 정치인으로 2014년 9월 이래 Vox의 대표이다. Vox 창당 이전에는 국민당의 오랜 당원이었으며, 바스크 지방의회 의원을 지내기도 했고, 스페인 국민국방재단을 창립하기도 했다. 2019년 4월 Vox는 10.3%의 득표율로 원내 24석을 획득했으며, 아바스칼 본인도 당선되었다. 이후 곧바로 치러진 유럽의회 선거에서도 3석을 획득하는 한편, 7월 무르시아, 마드리드 등 지방의회에서 지지세를 확장하는 데 성공했다.